# Lucas Wecker
Lucas Benedict Wecker (* 8. Mai 1996 in Lübeck) ist ein deutscher Synchronsprecher, Synchronregisseur, Dialogbuchautor, Musiker und Radiomoderator. Bereits im Alter von vier Jahren spielte er Geige, was ihm 2008 die Teilnahme bei der RTL-Casting-Show „Das Supertalent“ ermöglichte, wo er es bis ins Finale schaffte.

## Synchronrollen (Auswahl)
Film
- 2025: Warfare als Lt. Macdonald
- 2023: Transformers: Aufstieg der Bestien als Mirage
- 2023: Der Kurpfuscher als Mihal
- 2023: The Conference als Amir
- 2022: Wie wilde Tiere als Xosé
- 2022: Texas Chainsaw Massacre als Dante
- 2023: The Lost Talisman - Die Geister, die ich rief als Kang In-bae
- 2022: Feast als Bossman [2. Synchro]
- 2022: Arthur, Malédiction als Jean
- 2021: Paw Patrol – Der Kinofilm als Computerstimme
- 2020: Was geschah mit Bus 670? als Miguel
- 2020: SpongeBob Schwammkopf: Eine schwammtastische Rettung als Blue Fin Group-Mitglied
- 2020: Nur die halbe Geschichte als Paul Munsky
- 2019: Krumme Dinger am Bosporus 2 als Naim Kulunc

Serien
- seit 2025: Beyblade X als Number Zero
- 2024: Tsukimichi -Moonlit Fantasy– als Shiki
- 2024: Pirate Academy als Conan
- 2024: Lego Star Wars: Wiederaufbau der Galaxis als Sig Greebling
- seit 2024: Hot Wheels Let's Race als Axle Spoiler
- 2024: The Decameron als Tindaro
- seit 2023: Trigun Stampede als Nicholas D. Wolfwood
- 2023: Supa Team 4 als Alee Gator, Prosper, Geoffrey, der Reporter
- 2023: Das Rätsel der Runen als Turstin
- seit 2023: Die Insel der Formen als Quadrat
- seit 2023: Generation V als Andre Anderson
- 2023: Extraordinary als Ade
- seit 2022: Wreck als Olly Reyes
- seit 2022: Uncle from Another World als Takafumi Takaoka
- 2022: Tada Never Falls in Love als Hajime Sugimoto
- 2022: Musical: Ab ins Rampenlicht! als Maurício Sombah
- seit 2022: Micky Maus Spielhaus als Funny (2. Stimme)
- 2022: Making History als Sam Adams
- 2022: Gosick als Kazuya Kujo
- 2022–2024: Beyblade Burst als Gunta Hanami / Señor Hanami (3. Stimme)
- 2022: The White Lotus als Matteo
- 2021: Walker als Trevor Strand
- seit 2021: Virgin River als Denny Cutler
- seit 2021: Spidey und seine Super-Freunde als Rhino
- 2021: Sie weiß von Dir als Rob
- seit 2021: Die Schlümpfe als Dummi Schlumpf
- 2021: Saturday Morning All Star Hits! als Kyle Mooney in diversen Rollen
- seit 2021 Ranking of Kings als Despa
- 2021–2022: Pinocchio im Zauberdorf als Luzio
- seit 2021: Die Patrick Star Show als Freddie Flunder, Officer Murphy
- 2020–2022: Legacies als Wade
- 2021–2024: Kamp Koral – SpongeBobs Kinderjahre als Freddie Flunder, Jimmy Blobfisch
- 2021–2024: Jellystone! als Superkater, Kater Jinks, Yahooey
- 2021–2024: Der Geist und Molly McGee als Geoff
- 2020: ThunderCats Roar! als Leo
- 2020: Novelmore als Kahboom
- seit 2020: 100% Wolf: Die Legende des Mondsteins als Winslow
- 2020–2021: Good Trouble als Sam Higgins, Tommy Sung
- seit 2020 SpongeBob Schwammkopf als Hieronymus Handschuh, Freddie Flunder, Freddie Flunders Urgroßmutter
- 2019: LEGO Ninjago: als Grimfax

 Videospiele (Auswahl) 
- 2025: Assassin’s Creed Shadows, als Fürst Suguru